# ナイト・アンド・ザ・シティ
『ナイト・アンド・ザ・シティ』（Night and the City）は1992年のアメリカ合衆国の犯罪ドラマ映画。監督はアーウィン・ウィンクラー、出演はロバート・デ・ニーロとジェシカ・ラングなど。ジェラルド・カーシュの1938年の小説『Night and the City』を原作とした、ジュールズ・ダッシン監督の1950年の映画『街の野獣』のリメイクで、舞台をロンドンから現代（映画公開当時）のニューヨークへ置き換えている。

## キャスト
※括弧内は日本語吹替（VHS・HDマスター版DVDに収録）
- ハリー・フェビアン: ロバート・デ・ニーロ（羽佐間道夫）
- ヘレン・ナゼロス: ジェシカ・ラング（武藤礼子）
- アル・グロスマン: ジャック・ウォーデン（八奈見乗児）
- フィル・ナゼロス: クリフ・ゴーマン（英語版）（池田勝）
- アイラ・“ブンブン”・グロスマン: アラン・キング（加藤精三）
- ペック: イーライ・ウォラック（村松康雄）
- トミー・テスラー: バリー・プリマス（有本欽隆）
- レジス・フィルビン: 本人（辻親八）
- クダ・サンチェス: ペドロ・サンチェス
- バーテンダー: マイケル・バダルコ（星野充昭）

## 作品の評価
Rotten Tomatoesによれば、14件の評論のうち高評価は57%にあたる8件で、平均点は10点満点中5.7点となっている。